# Parque Natural Estatal Alatay
O Parque Natural Estatal Alatay (em língua quirguiz: Алатай мамлекеттик жаратылыш паркы) é um parque no distrito de Toktogul, na região de Jalal-Abad, no Quirguistão, estabelecido em janeiro de 2016. O objetivo do parque é a conservação dos complexos naturais e da biodiversidade únicos, a proteção da flora e da fauna raras e ameaçadas de extinção e a extensão da rede de áreas especialmente protegidas da República do Quirguistão. A área do parque é de 56.826,4 hectares.